# Marcelino Júnior Lopes Arruda
Marcelino Júnior Lopes Arruda (født 8. maj 1989) er en brasiliansk fodboldspiller.